# Muscisaxicola rufivertex
Muscisaxicola rufivertex là một loài chim trong họ Tyrannidae.